# Еберхард (Франкония)
Еберхард (на немски: Eberhard; * 885, † 2 октомври 939, Андернах) от род Конрадини, е от 918 г. херцог на племенното Херцогство Франкония.

## Биография
Той е син на Конрад Стари († 906, от род Конрадини), херцог на племенното Херцогство Франкония, и Глисмут († 924), извънбрачна дъщеря на император Арнулф Каринтийски. Той е по-малкият брат на Конрад I Млади († 918), 910 г. херцог на Франкония, от 911 г. източнофранкски крал.
Еберхард е през 913 г. граф в Хесенгау и Перфгау, от 913 до 928 г. граф в Оберлангау, от 914 до 918 г. е маркграф и след това до 939 г. херцог на Франкония. От 926 до 928 г. той е едновременно херцог на Лотарингия. През 936 г. е truchsess и 938 г. пфалцграф, от 939 г. игумен на манастира „Св. Максимин“ в Трир.
Еберхард помага на брат си, когато е крал (911 – 918). Брат му Конрад на смъртното си легло (на 23 декември 918) му нарежда, да предаде лично кралските иинсигнии на Хайнрих. През май 919 г. Еберхард предава инсигниите в райхстага във Фритцлар на Хайнрих, и франките и саксите избират Хайнрих за крал. От 926 до 928 г. Хайнрих I дава на Еберхард също Херцогство Лотарингия.
След смъртта на Хайнрих I Еберхард има враждебни отношения с неговия син Ото I. През 938 г. той въстава заедно с по-големия полубрат на Ото, Танкмар, и новият херцог на Бавария, Еберхард (син на Арнулф I Лошия). След кратко примирие с Ото той се съюзява с Гизелберт от Лотарингия и Отовия по-малък брат Хайнрих за ново въстание. На 2 октомври 939 г. Еберхард и Гизелберт са победени от конрадинските графове Конрад Курцболд и Удо в битката при Андернах на Рейн. Еберхард пада убит в битката лично от Удо. Гизелберт се удавя в Рейн при опит да избяга.